# Havoc Pennington
Havoc Pennington är en utvecklare av fri programvara som är mest känd för sitt arbete med projekt som GNOME, Metacity och GConf med flera. Havoc Pennington var länge en av huvudutvecklarna för Debian GNU/Linux. Han grundade även freedesktop.org och är numera anställd hos Red Hat som expert på skrivbordsmiljöer.